# El Castillo de las Guardas
El Castillo de las Guardas er en by og kommune i det sydlige Spanien i provinsen Sevilla. Den har et indbyggertal på 1.511 (2024) indbyggere.